# Ligne cotidale

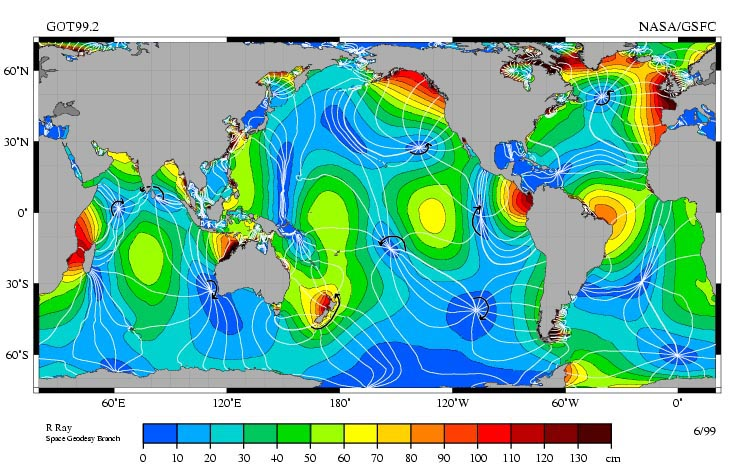
Lignes cotidales sur une carte des océans

Les lignes cotidales sont l'ensemble des endroits où la pleine mer se produit au même moment.
Elles se rejoignent parfois toutes à un point particulier appelé point amphidromique, où l'amplitude de la marée est quasiment nulle.